# Carolina Westrell
Carolina Westrell, född Thomas i Stralsund, var en tysk-svensk  målare verksam under 1800-talets första hälft. 
Hon var gift med den svenske lantmätaren och regeringsrådet i Pommern och Schlosshauptmannen i Stralsund Carl Westrell. Makarna tillhörde skalden Carl Gustaf af Leopolds umgänge under dennes tid i Greifswald. Hon omnämns i Fredrik Boijes Målare-lexikon från 1833 som ett skickligt fruntimmer i utöfningen av konsten.